# Linda Nicholls
Linda Carol Nicholls (nascida em 25 de outubro de 1954) é uma bispa anglicana canadense que serviu como primaz da Igreja Anglicana no Canadá de 2019 até sua aposentadoria em 2024. Ela foi anteriormente bispa de Huron de 2016 a 2019 e bispa sufragânea na Diocese Anglicana de Toronto de 2008 a 2016. Ela é a primeira mulher a chefiar a Igreja do Canadá e a segunda primaz feminina na Comunhão Anglicana.

## Biografia
Nicholls formou-se em Música (1976) e Educação (1977) no Wycliffe College, Toronto, além de alcançar o mestrado (1986) e doutorado (2002). Ela lecionou música e matemática no ensino médio por cinco anos na Woodstock International Christian School em Mussoorie, Índia (1977-1982), antes de explorar um chamado para o ministério ordenado.

### Ministério ordenado
Tornou-se diácono em 3 de novembro de 1985 e ordenada padre em 15 de novembro de 1986, ambas pela Diocese de Toronto. Depois de uma curadoria em Scarborough (1985-1987), ela foi titular da Paróquia de Georgina de 1987 a 1991 e da Santíssima Trindade, Thornhill de 1991 a 2005. De 1997 a 2016, foi cônego honorário da Catedral de St. James, Toronto. A partir de fevereiro de 2005, ela também foi a Coordenadora de Diálogo para Ética, Relações Inter-religiosas e Desenvolvimento Congregacional dentro da Igreja Anglicana do Canadá até sua eleição como bispa sufragânea da Diocese de Toronto em 2007.

### Ministério episcopal
A cônego Linda Nicholls foi eleita bispa sufragânea no terceiro turno de uma eleição realizada em 17 de novembro de 2007, na igreja St. Paul, Bloor Street, em Toronto. Ela se tornou a quarta bispa mulher na igreja canadense.
Nicholls foi consagrada bispo em 2 de fevereiro de 2008, na Catedral de St. James, em Toronto. Ela serviu como bispa sufragânea na Diocese Anglicana de Toronto, Canadá, de 2008 a 2016: ela era responsável pela área de Trent Durham da diocese. Em 13 de fevereiro de 2016, ela foi eleita bispa coadjutora da Diocese de Huron - ela foi a primeira mulher a ser eleita bispo na diocese - e automaticamente sucedeu ao papel como 13º bispo diocesano de Huron em 1 de novembro de 2016, após a aposentadoria de Robert Bennett.
Ao longo de seu episcopado, a Bispa Nicholls fez parte de vários comitês e nomeações, tanto nacionais quanto internacionais, como: parte do Diálogo Anglicano-Católico Romano no Canadá por vários anos e seu copresidente entre 2012-2019, e internacionalmente, membro da Comissão Internacional Católica Romana Anglicana III (ARCIC); presidente da Comissão Teológica do Primaz Anglicano do Canadá (2008-2010); membro da Comissão sobre o Cânone do Casamento de 2013 a 2016. Ainda integrou o Grupo de Trabalho dos Primazes do Arcebispo de Canterbury para a restauração dos relacionamentos na Comunhão Anglicana.

### Arcebispa e Primaz
Em 13 de julho de 2019, durante o 42º Sínodo Geral na Catedral de Christ Church, em Vancouver, no quarto escrutínio, Nicholls foi eleita a primeira mulher primaz da Igreja Anglicana no Canadá - e segunda primaz feminina na Comunhão Anglicana. Segundo ela,
"Vocês me concederam uma honra que mal posso imaginar, e é aterrorizante. Mas também é uma dádiva poder caminhar com toda a Igreja Anglicana do Canadá, de costa a costa."
Ela foi empossada como 14º primaz em 16 de julho durante um culto na Catedral de Christ Church, sucedendo o arcebispo Fred Hiltz. Em sua primeira entrevista ao Anglican Journal como primaz, dois dias após a posse, Nicholls afirmou que sua prioridade seria iniciar uma revisão estratégica do ministério e da missão da Igreja nacional.
Ao longo de seu mandato como arcebispa e primaz, Linda Nicholls dirigou a igreja durante a pandemia de COVID-19 no Canadá. Ela promoveu o trabalho contínuo de reconciliação entre anglicanos indígenas e não indígenas. Ela também destacou o antirracismo como um foco importante para o Conselho do Sínodo Geral. Depois da reabertura, em uma de suas viagens mais significativas, acompanhou o Arcebispo Justin Welby, à Diocese de Saskatchewan, à Província de Rupert's Land e à Reserva James Smith, para um momento de escuta e pedido de desculpas com sobreviventes de escolas residenciais.
Arcebispa Nicholls supervisionou o Grupo de Trabalho de Planejamento Estratégico, responsável pela elaboração do novo plano estratégico da Igreja Anglicana do Canadá, além de representar a Igreja Anglicana no Canadá em trabalhos ecumênicos e internacionais. Ela trabalhou em estreita colaboração com a Bispa Susan Johnson, da Igreja Evangélica Luterana no Canadá, parceira de comunhão plena da Igreja Anglicana, bem como com as Igrejas Além das Fronteiras, a Igreja Episcopal e a Igreja Evangélica Luterana na América. Seu trabalho na Comunhão Anglicana incluiu a participação no Comitê Permanente dos Primazes e no Conselho Consultivo Anglicano, além da participação na Conferência de Lambeth.
Conforme anunciado em 9 de abril de 2024, Nicholls se aposentou em 15 de setembro de 2024, um mês antes de completar 70 anos, a idade de aposentadoria obrigatória para bispos na Igreja Anglicana do Canadá. Ela foi sucedida por Anne Germond, Metropolita de Ontário, como primaz interina.
A Casa Nacional dos Bispos, em reconhecimento à sua aposentadoria, criou o Fundo de Educação Teológica Arcebispa Linda Nicholls para fornecer bolsas de estudo para educação teológica para mulheres no Canadá.